# La Lozana Andalusa
La Lozana Andalusa è un film del 1976 diretto da Vicente Escrivá.
Il film, di produzione italo-spagnola, è tratto dal romanzo storico Il ritratto della donna Andalusa di Francisco Delicado (1528).

## Trama
Lozana, giovane ragazza andalusa, è una delle più popolari cortigiane di Roma. Don Sancho, nobile spagnolo, si innamora di lei e tenta di sedurla.